# Aleksàndrovka (Marí El)
Aleksàndrovka (en rus: Александровка) és un poble de la República de Marí El, a Rússia, que en el cens del 2010 tenia 3 habitants. Pertany al districte rural de Voljsk.